# Malaltia vascular
Una malaltia vascular és una classe de malalties dels vasos sanguinis: les artèries i les venes, del sistema circulatori del cos. És un subgrup de malalties cardiovasculars. Els trastorns d'aquesta vasta xarxa de vasos sanguinis poden causar diversos problemes de salut que poden ser greus o, fins i tot, fatals.

## Tipus
Hi ha diversos tipus de malalties vasculars, incloses les malalties venoses i les malalties arterials, i els signes i símptomes varien segons la malaltia.

### Malaltia venosa
- Flebitis, tromboflebitis, trombosi venosa
- Insuficiència venosa crònica
- Hipertensió portal

### Malaltia arterial
- Malaltia de les artèries coronàries
- Malaltia cerebrovascular
- Malaltia arterial perifèrica
- Aneurisma aòrtic
- Estenosis arterials: de la caròtide, de la renal.

### Malaltia venosa o arterial
- Aneurismes
- Vasculitis

### Malaltia limfàtica
- Limfangitis